# Kertesziomyia pura
Kertesziomyia pura är en tvåvingeart som först beskrevs av Charles Howard Curran 1928.  Kertesziomyia pura ingår i släktet Kertesziomyia och familjen blomflugor. Inga underarter finns listade i Catalogue of Life.